# أمانويل جبريميكل
أمانويل جبريميكل أريجواي (من مواليد 5 فبراير 1999) هو لاعب كرة قدم إثيوبي يلعب كمهاجم لنادي سانت جورج والمنتخب الإثيوبي.